# 張明麗
張明麗（1970年11月5日—），是台灣環保活動家，自然農法推廣人士，諾亞方舟自然農法實驗農場主人、基隆市七堵區復興國民小學副會長，同時也是台灣綠黨在2014年中華民國地方公職人員選舉的基隆市議員七堵區參選人。
因為身體曾經受到重金屬砷和汞的汙染，而毅然決然走上推廣食品安全、自然農法的道路，並在擔任基隆市七堵區復興國民小學家長會會長時成功讓該校營養午餐全面改成非基因改造黃豆的營養午餐。

## 理念[2]

### 校園午餐拒絕基改
拒絕基改食材進入校園，促成學校與七堵農民合作，以友善無毒方式耕種，創造孩童、土地、農民三贏局面。
促成全體基隆市家長團結起來，拒絕基改食材/食品進入校園，進一步要求政府立法禁止基改食品進入校園午餐。
與在地友善種植的農民合作，校園午餐採買在地友善食材，創造學童健康與農友生計兼顧的雙贏局面，同時也將健康的土地留給後代子孫。

### 農糧自給友善土地
保護飲用水源，確保民眾健康。
尋回基隆昔日風采，發展成保有歷史人文特色的美麗山海藝術慢城。 
發展七堵農業區成為台灣自給自足、自然農法、社區協力農場示範園區。 
基隆地區學校與農民密切合作，以友善土地、無毒方式耕種，照顧下一代健康，同時保護環境，讓我們可以留下乾淨的土地給後代子孫。

### 關懷學童理念教育
推動公辦民營理念學校，促進教育多元化，尊重個別差異，協助孩子發展天賦，完成生命使命。於七堵山區，發展綠色永續教育體系，為永續地球培育人才。
發展公辦民營理念學校，促進基隆多元教育發展讓基隆成為一個有教育多元選擇的城市，發展公辦民營理念學校，協助孩子發展天賦，完成生命使命。
於七堵打造一個綠色永續教育體系，培養永續地球的人才。促成『食育』、『環境教育』及『永續生活技能教育』進入基隆市各級學校與社區，讓大家了解如何迎接永續生活方式，進而願意採取行動。

### 共育共老共學共好
建立社區老人共食、共護體系，結合兒童共育、共學體系，發揮社區互助功能。
發展友善育兒婦女、單親的工作環境與時間，結合社區支持系統，讓生計與生養沒有矛盾。

### 問政公開公民審議
問政紀錄上網公開，定期召開公民問政座談會，與選民、公民團體進行雙向溝通，推動更多符合綠黨六大核心價值（參與式民主、社會正義、和平非暴力、生態智慧、尊重多元、不犧牲下一代的永續）的政策。

### 山海人文藝術慢城
建設基隆成為一個永續、保有歷史文化的美麗山海人文城市，成為北台灣最令人嚮往居住的藝術慢城！
維護友蚋、瑪陵山區煤礦遺址，發展礦業博物園區，建構自行車道，連結五堵、百福、七堵火車站、七堵鐵道公園，設置Ubike，串聯商家，發展低碳觀光旅遊。
七堵區鐵道沿線種植綠色爬藤植物，設置公園，道路植樹，提供居民運動遊憩空間。

### 永續生態低碳城市
以未來的眼光，打造七堵為永續生態城市，發展宜居節能綠建築；於七堵山區發展生態村、小而美永續自然農法，恢復農糧多元種植生產。
推動『食育』、『環境教育』及『永續生活技能教育』進入各級學校與社區，讓民眾了解如何迎接永續生活方式並採取行動。
於山坡地發展森林式墓園，推廣樹葬，永續山坡地利用；於臨海地區發展海葬，建立更自然永續的喪葬文化。
發展友善人行空間，讓老人、小孩可以有更順暢的步行環境。

## 實踐

### 基隆市七堵區復興國小改用非基改黃豆營養午餐
當任基隆市七堵區復興國小家長會會長任內，計算出全校改吃非基改黃豆，每個月需增加8千元成本。先向學校家長募二手物品義賣，以此籌組資金，之後1/3家長願意每月多出100元、1/3家長願意再更多捐助、1/3維持原本，成為台灣成功推廣非基改黃豆營養午餐的先例。

### 競選總部裝潢全面使用二手家具
競選總部的裝潢，全面使用被丟棄的廢家具，和各式募款來的二手家具，志工再根據募集的物資「即興創作」，使用回收材料釘製而出地板是好幾塊床廂改造的，廢棄的木板整理後刷上黑板漆，就變成討論形成的黑板，櫃子、椅子等皆為二手，並且沒有冷氣，靠風扇通風降低體感溫度。
此創舉還以「廢材的進擊：廢家具與廢木料的再生工作」，榮獲大亞電纜美麗家園基金會「綠集合－美麗家園獎」，執行志工為張世鋒。

## 外部連結
- 挺好的 張明麗 Facebook
- 綠黨基隆市議員參選人張明麗的地球人自然生活教室Blog （页面存档备份，存于）
- 台灣綠黨候選人介紹網站 - 好食政治代理人 張明麗